# Schloss Schönhausen

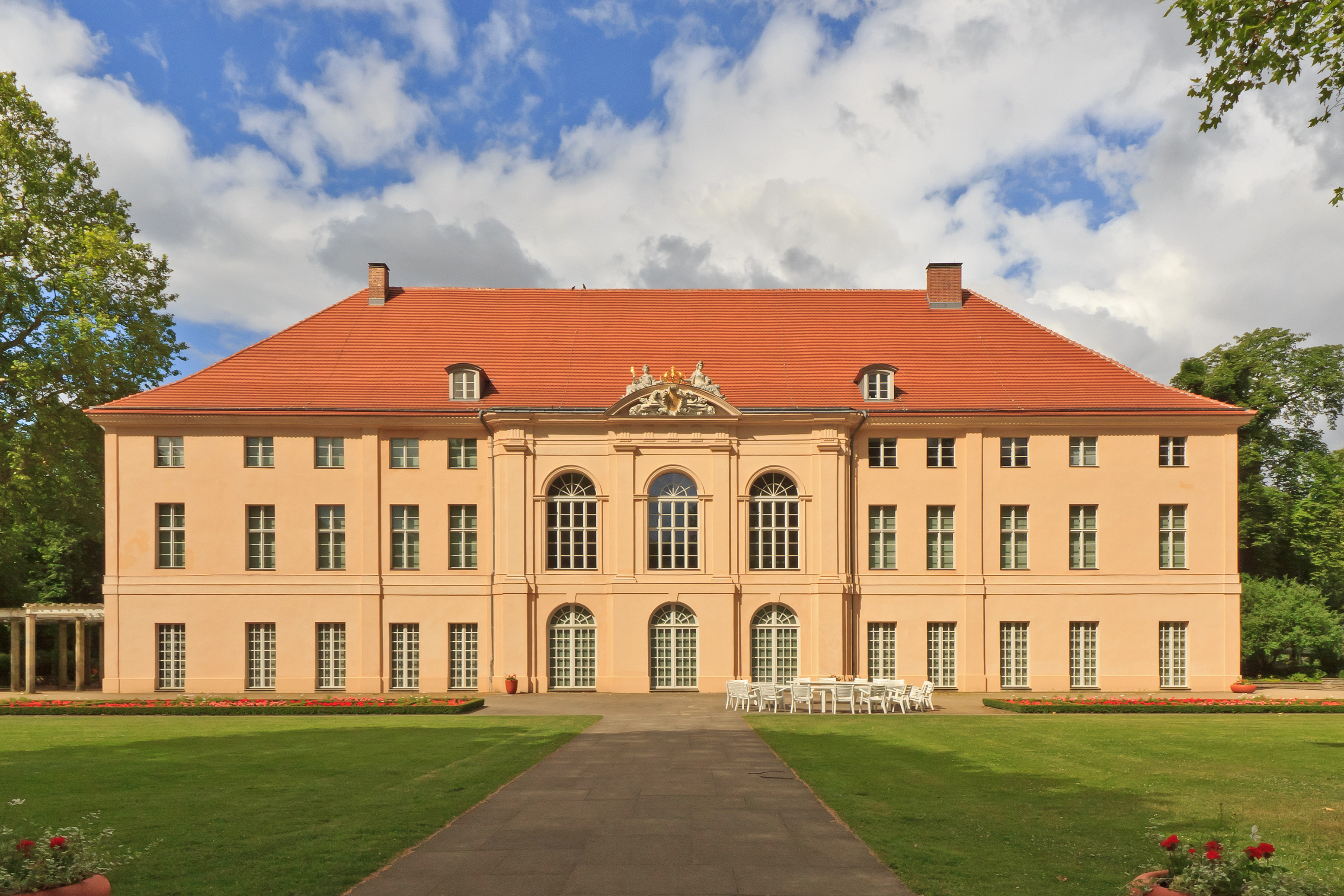
Fachada do Schloss Schönhausen.

O Schloss Schönhausen é um antigo palácio real da Prússia, construído em estilo barroco. Situa-se no município berlinense de Niederschönhausen, distrito administrativo de Pankow, na Alemanha. Encontra-se rodeado por jardins, através dos quais corre o rio Panke. O palácio pertence à Fundação dos Palácios e Jardins Prussianos de Berlim-Brandenburgo, estando prevista a sua reabertura ao público em 2009, depois de extensas obras de restauro.

## História

### História prussiana

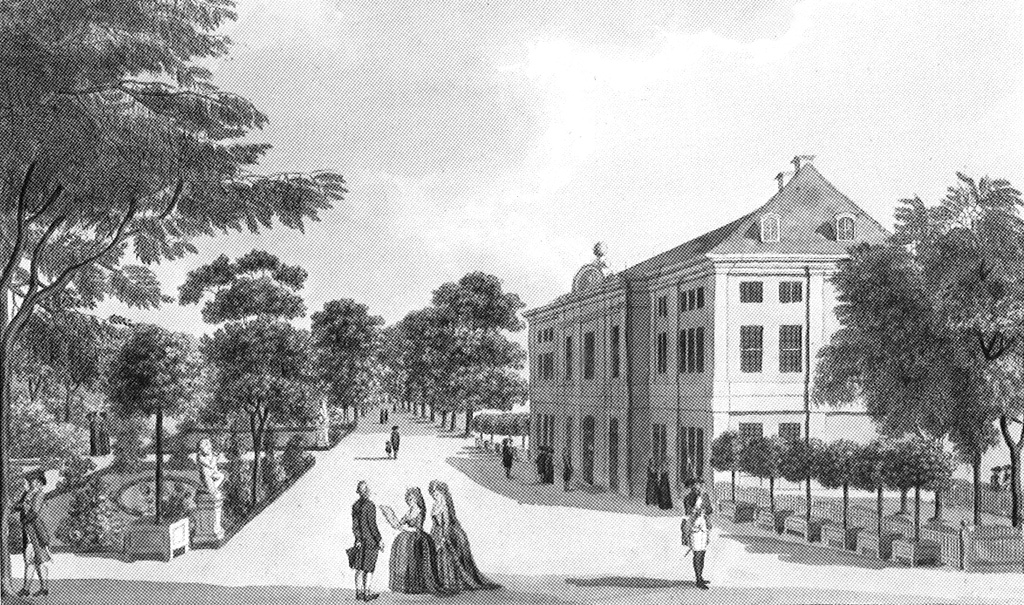
O Schloss Schönhausen em 1787.

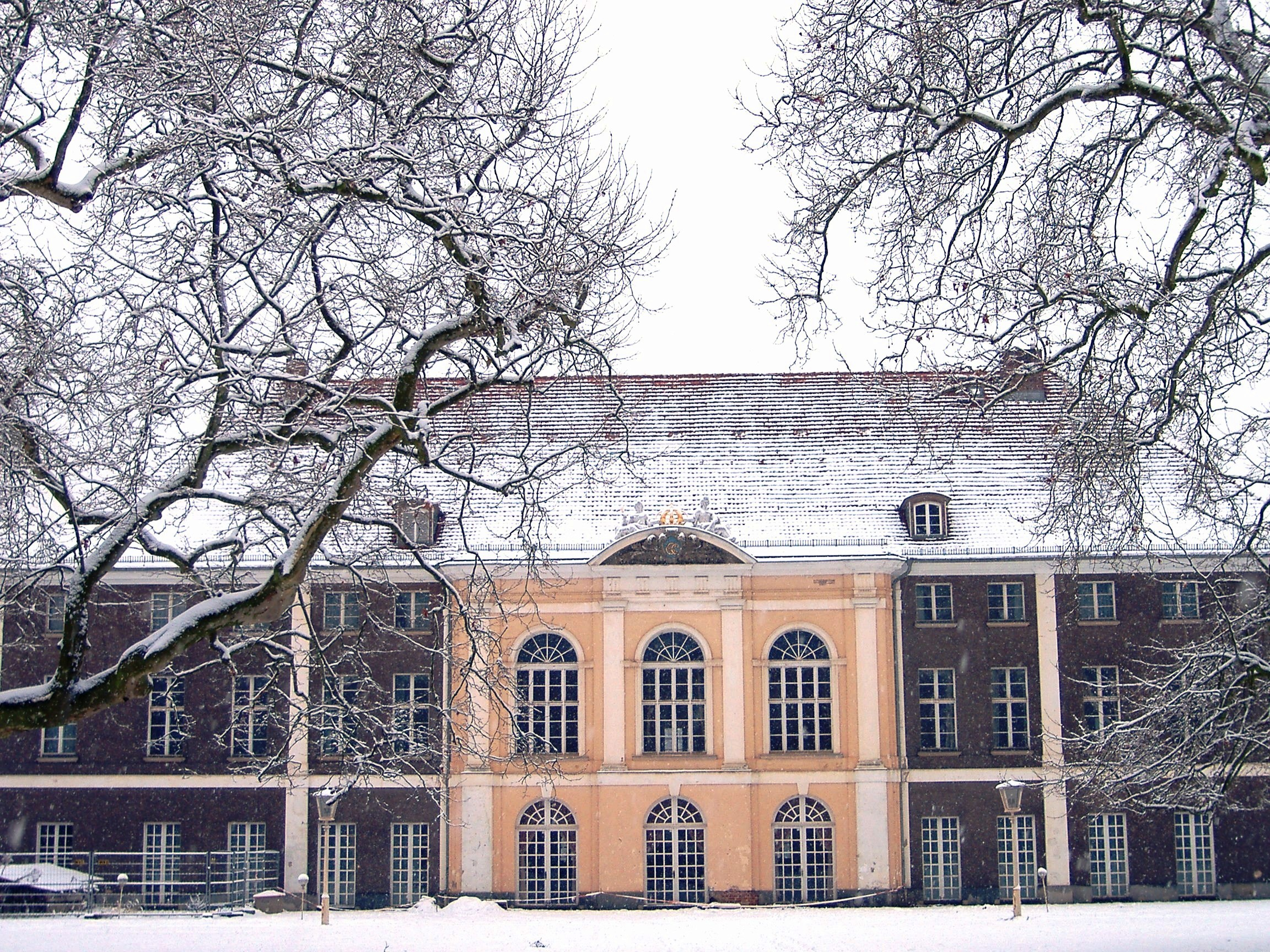
O Schloss Schönhausen com a entrada renovada.

Em 1662, a condessa Sophie Theodore zu Dohna-Schlobitten, da nobre família von Holland-Brederode, adquiriu as terras de Niederschönhausen e Pankow, na época, distantes das portas de Berlim. Em 1664 mandou construir um solar em Niederschönhausen ao estilo holandês. O chanceler Joachim Ernst von Grumbkow comprou a propriedade em 1680. Em 1691, os "Palácios e Terras de Brandeburgo" compraram a propriedade à viúva de Grumbkows, falecido em 1690, por 16.000 talers, para Frederico III, Príncipe-Eleitor de Brandemburgo, o qual se apaixonara anteriormente pela propriedade.
O Príncipe-Eleitor Frederico III renovou o palácio, entre 1691 e 1693, de acordo com planos de Johann Arnold Nering. Em Agosto de 1700, o Príncipe-Eleitor preparou a sua coroação como Rei na Prússia a partir do Schloss Schönhausen. Em 1704, o agora rei Frederico I da Prússia contratou Eosander von Göthe para ampliar uma vez mais o edifício, transformando-o num palácio de recreio e numa residência de Verão. Depois da morte do rei, em 1713, o seu filho e sucessor, Frederico Guilherme I da Prússia, não deu muita atenção ao palácio. Como consequência, oficiais como Friedrich Wilhelm von Grumbkow (filho do antigo proprietário Joachim Ernst von Grumbkow) mudaram para lá os seus gabinetes. Parte da terra foi arrendada, tendo o palácio e o parque entrado lentamente num estado de negligência ao longo dos anos seguintes.
Durante o reinado de Frederico II da Prússia, também conhecido como Frederico o Grande, o palácio tornou a ser uma residência Real. Este monarca deu-o à sua esposa, a rainha Elisabeth Christine von Braunschweig-Bevern, que o usou regularmente como residência de Verão entre 1740 e 1790. No entanto, Frederico nunca visitou a sua esposa no Schloss Schönhausen, preferindo passar os verões em Sanssouci. 
Durante a Guerra dos Sete Anos, as tropas russas penetraram profundamente na Prússia e devastaram o palácio. Seguidamente foi reconstruído, em 1764, na sua forma actual, e os jardins foram remodelados ao estilo rococó francês -Lustgartens. Depois do falecimento da rainha Elisabeth Christine, em 1797, o palácio ficou temporariamente desabitado, tendo servido como armazém de mobiliário e de pinturas. O palácio também acolheu o Príncipe Luís da Prússia, o segundo filho do Rei Frederico Guilherme II, e a sua esposa, Friederike von Mecklenburg-Strelitz.
Consta-se que o rei Frederico II enterrou o seu cavalo preferido, chamado Graf (título nobiliárquico germânico, equivalente ao conde das línguas latinas), nos jardins do Schloss Schönhausen, próximo do rio Panke. No entanto, ainda não está provado que o monte seja efectivamente a sepultura do seu cavalo. No século XIX, os jardins do palácio foram novamente remodelados, desta vez por Peter Joseph Lenné ao estilo inglês de jardim paisagístico.

### História pós-prussiana

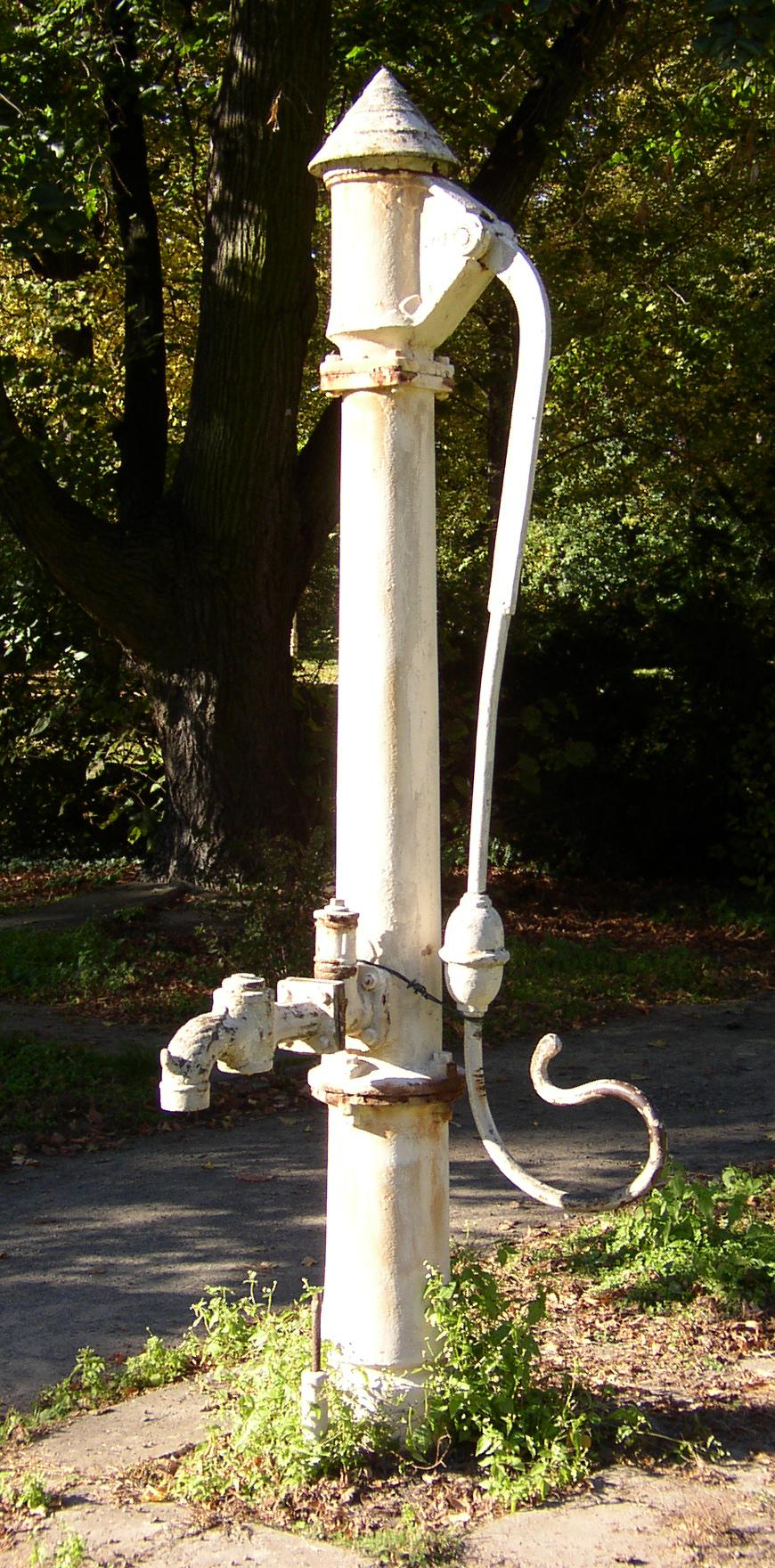
Bomba de alavanca no parque do Schloss Schönhausen.

O Schloss Schönhausen permaneceu na posse dos von Hohenzollern, a família real da Prússia e do Império Alemão, até que se tornou propriedade do Estado Livre da Prússia em 1920, depois do fim da monarquia na Prússia e do Império Alemão. Foi, então, aberto ao público, tendo sido usado para numerosas exposições de arte. Na era do nazismo alemão foi usado para armazenar a chamada arte degenerada no âmbito da arte de câmara do Reich. Durante a Batalha de Berlim, no final da Segunda Guerra Mundial, o palácio foi levemente danificado. Algumas dessas perdas foram imediatamente reparadas, em 1945, por uma iniciativa dos artistas (Künstlerinitiative) de Pankow, tendo sido novamente usado numa exposição realizada em Setembro desse mesmo ano.
Pouco tempo depois, a Administração Militar Soviética fechou o palácio ao público e instalou no seu interior uma messe dos oficiais. Mais tarde, foi usado como escola de estudantes soviéticos. Com a fundação da RDA, no dia 7 de Outubro de 1949, o Schloss Schönhausen passou da administração soviética para a administração da Alemanha Oriental, tendo servido como quartel-general do presidente da RDA, Wilhelm Pieck, entre 1949 e 1960. Depois da sua morte, ocorrida em 1960, acolheu inicialmente o Conselho de Estado antes da conclusão, em 1964, do Staatsrat (Edifício do Conselho de Estado da RDA). Posteriormente, foi usado para acolher convidados do governo da RDA, sendo oficialmente conhecido como "Schloss Niederschönhausen". Nesta época, alojaram-se no palácio numerosas individualidades de leste e do ocidente, como Indira Gandhi e Fidel Castro; um dos últimos convidados oficiais foi o Presidente da União Soviética, Mikhail Gorbachev, que esteve instalado no palácio em Outubro de 1989 acompanhado pela sua esposa, Raisa Gorbachyova. 
Na época da RDA, o palácio, com uma pequena parte do parque concebido por Reinhold Lingner, foi vedado ao público e rodeado por um muro alto.

### Depois da Reunificação Alemã

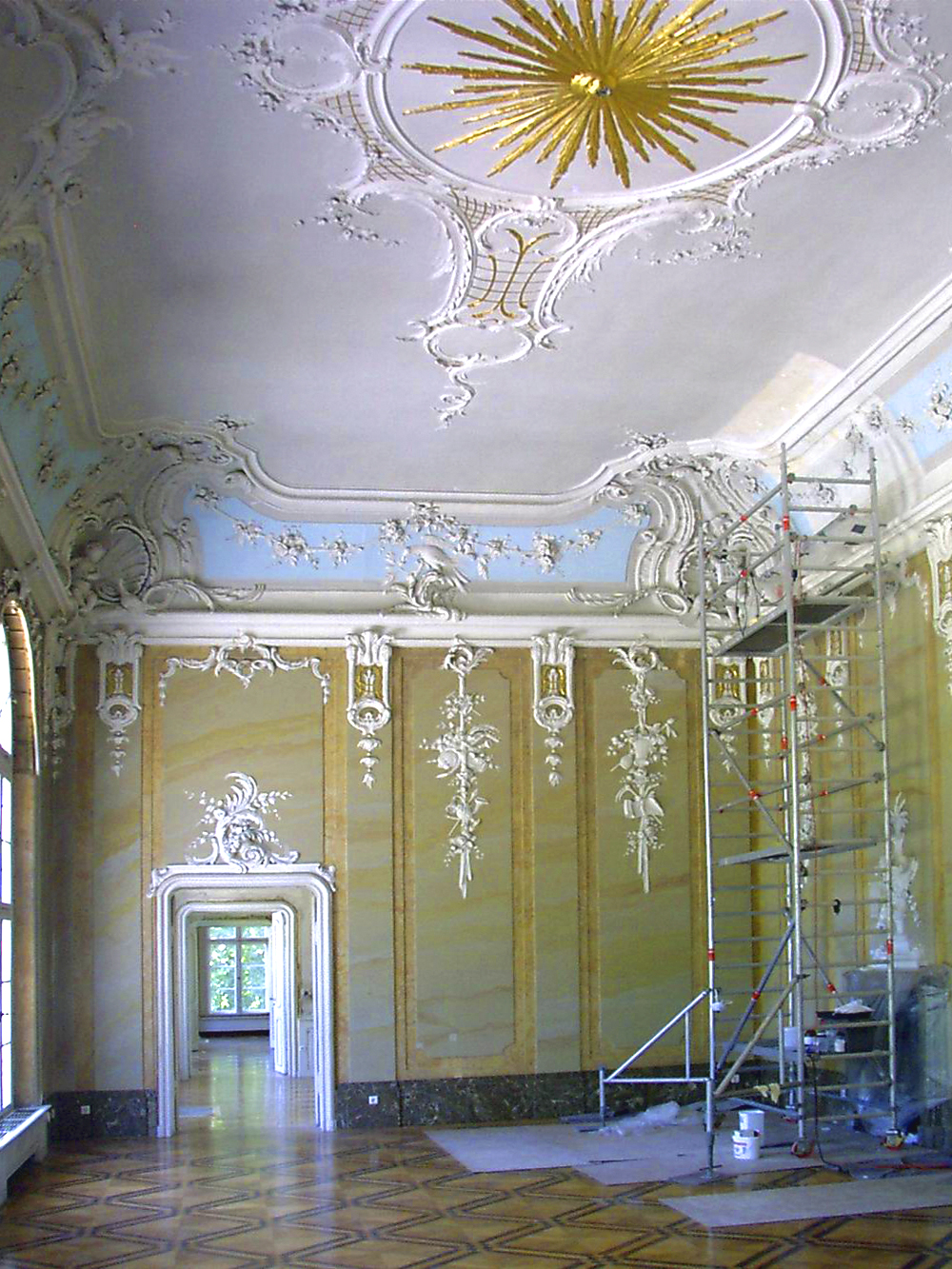
Uma das salas durante as obras de renovação.

Enquanto as negociações para a Reunificação da Alemanha progrediam, entre 1989 e 1990, a chamada Mesa Redonda reuniu-se nos edifícios anexos ao palácio. Uma parte significativa das negociações que levaram ao Tratado Dois Mais Quatro tiveram ali lugar. Actualmente, existe uma placa que recorda esse período.
Depois da Reunificação da Alemanha, o palácio tornou-se propriedade do "Bundesvermögensamt", um gabinete do governo federal encarregado de gerir as propriedades do estado. Em 1991, o a República federativa usou o palácio para acolher a Rainha Beatriz dos Países Baixos na visita de estado que a soberana efectuou à Alemanha. 
Em 1994, cem anos após a fundação do Comité Olímpico Internacional, representantes de ONGs de todo o mundo chegaram a Berlim, ao Palais des Schönhausen, tendo decidido no Congresso Fundador da Conselho délfico Internacional, realizar os internacionais Jogos délficos da era moderna ,,,,. 
No mesmo ano, o parque do palácio foi entregue ao Estado de Berlim. Em 1997, pertencente ao então distrito de Pankow, foi colocado no fundo imobiliário do Estado de Berlim, com o objectivo de ser vendido. Em 2003 foi planeado usar o palácio como residência temporária do Presidente da Alemanha durante o tempo previsto para a renovação do Schloss Bellevue. No entanto, os planos foram abandonados devido aos elevados custos associados (12 milhões de euros) para tornar o palácio suficientemente funcional. Além disso, devido ao tratamento efectuado à estrutura do telhado, com produtos químicos para proteger as vigas de madeira, só os dois andares inferiores podem ser utilizados para celebrações ocasionais e visitas guiadas durante vários anos.

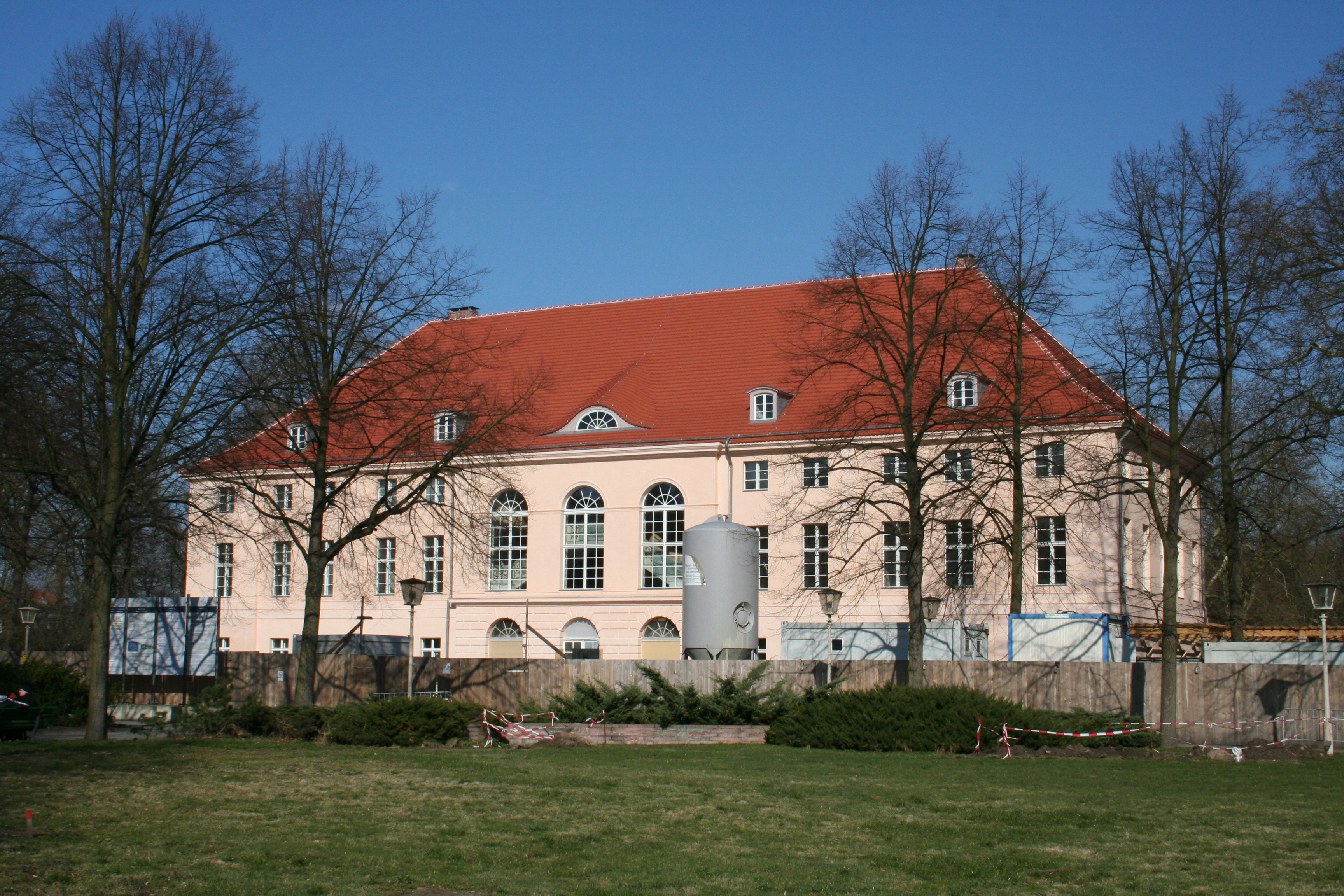
Vista parcial do palácio em Março de 2008.

No dia 24 de Junho de 2005, a posse do palácio foi transferida para a Fundação dos Palácios e Jardins Prussianos de Berlim-Brandenburgo. Ao mesmo tempo foi disponibilizada uma verba de 8,6 milhões de euros dos fundos federais destinada a obras de renovação. A renovação e restauro será financiada pela União Europeia, governo federal, os estados federados de Berlim e Brandenburgo, a fundação alemã da lotaria clássica e doadores privados. Entre estes últimos, a figura que mais se destacou foi Ruth Cornelsen, esposa do editor Franz Cornelsen, a qual contribuiu com a doação de um milhão de euros. O restauro das salas estará concluído no Verão de 2008, estando a reabertura ao público prevista para 2009. Além das salas históricas do tempo da Rainha da Prússia, também serão representadas áreas usadas pelos convidados da RDA. O antigo estúdio utilizado por Wilhelm Pieck também será fielmente recuperado. Na cave, encontram-se lareiras originais, espelhos, molduras e painéis restaurados, sempre que possível, com o recurso ao inventário efectuado cerca de 1797. Além disso, serão exibidas no palácio Dohna-Schlobitten, actualmente alojada no Schloss Charlottenburg. A galeria de festas, único interior rococó completamente preservado em Berlim, será utilizada para concertos, conferências e grandes recepções.

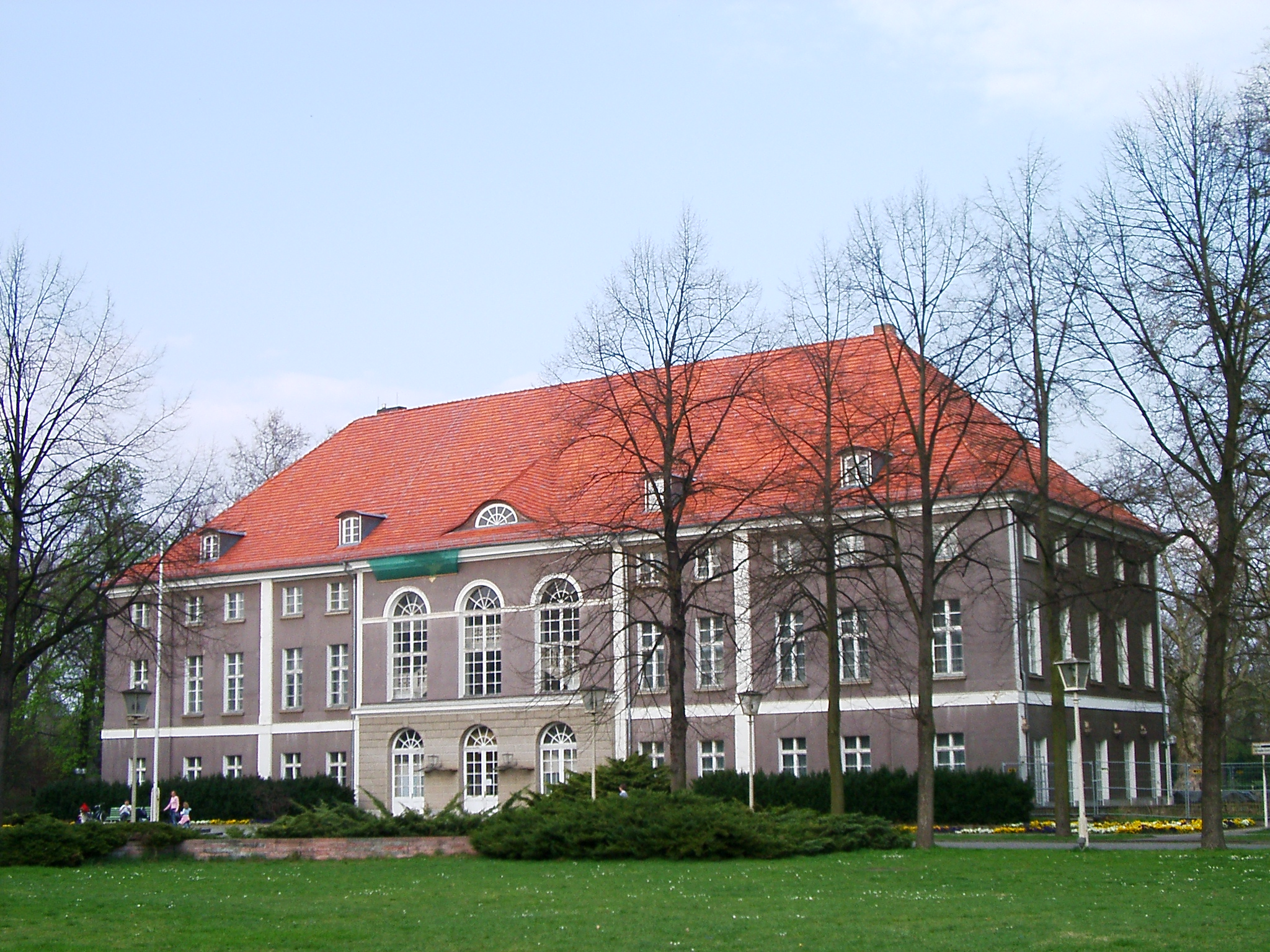
Aspecto do palácio em 2005.

Está igualmente planeado o restauro do jardim do palácio segundo o desenho de Reinhold Lingner implantado em 1949/1950, quando o Presidente da RDA trabalhava aqui; o chamado "Jardim Interior do Palácio" separado do resto da área histórica por um muro. Presentemente, está a ser estudado o uso futuro das garagens norte (antigo quartel-general da frota de Wilhelm Pieck), as quais estão classificadas e gozam de protecção como marca histórica. Encontra-se em negociação a transferência do Estado de Berlim para a associação civil "Por Pankow", com vista à acomodação de um gabinete local do palácio, um café e uma loja de museu.
Depois da reabilitação e reconstrução, a qual estará concluída, em grande parte, no verão de 2008, também será aberto um museu destinado à memória política dos dois regimes ditatoriais alemães. Este museu será acompanhado e reavaliado pelo Centro para a Pesquisa Histórica Contemporânea de Potsdam. 
Desde 2003, a "Bundesakademie für Sicherheitspolitik" (Academia Federal para a Política de Segurança - BAKS) está alojada em dois edifícios auxiliares do palácio (as Casas "Bona" e "Berlim").
1. ↑  Delphische Spiele als Reflexion ihrer Zeit. «Athener Zeitung», Nr. 55, 16. Dezember 1994
2. ↑  The second coming of Delphic Games. «Daily Times», Nr. 20, January 27, 1995
3. ↑  Hans-Georg Torkel. Idee und Geschichte der Delphischen Bewegung[ligação inativa] «Innovations Forum», page 23,  2-2003
4. ↑  «Os Jogos Delphic da Era Moderna» (PDF). Consultado em 19 de julho de 2010. Arquivado do original (PDF) em 9 de julho de 2011
5. ↑  «Chronology of the Delphic Games of the Modern Era». Consultado em 19 de julho de 2010. Arquivado do original em 9 de julho de 2011